# Phyllolabis hirtiloba
Phyllolabis hirtiloba är en tvåvingeart som beskrevs av Alexander 1947. Phyllolabis hirtiloba ingår i släktet Phyllolabis och familjen småharkrankar. Inga underarter finns listade i Catalogue of Life.